# Ribes longiracemosum
Ribes longiracemosum är en ripsväxtart som beskrevs av Adrien René Franchet. Ribes longiracemosum ingår i släktet ripsar, och familjen ripsväxter.

## Underarter
Arten delas in i följande underarter:
- R. l. davidii
- R. l. gracillimum
- R. l. pilosum

## Bildgalleri

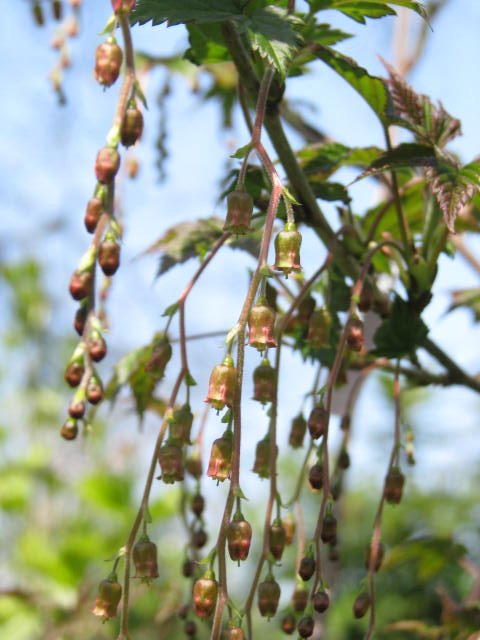